# 샤오첸
샤오첸(중국어 간체자: 萧乾, 정체자: 蕭乾, 병음: Xiāo Qián, 본명: 샤오빙첸(중국어 간체자: 萧秉乾, 정체자: 蕭秉乾, 병음: Xiāo Bǐngqián), 1910년 1월 27일 ~ 1999년 2월 11일)은 중국의 작가, 언론인, 번역가이다.

## 생애
베이징 출신의 몽골족으로서 1931년에 베이핑 푸런 대학에 입학했다. 1933년에는 옌징 대학으로 전학했고 1935년에 대학교를 졸업하고 《대공보》에서 기자 생활을 했다. 1939년에는 영국으로 이주하면서 런던 대학교 산하 동양 아프리카 연구 학원에서 강사로 근무했고 제2차 세계 대전의 유럽 전선에서 종군 기자로 복무했다.
1949년에 중국으로 귀국했고 1956년에는 중국 공산당의 기관지인 《인민일보》에서 특약 기자로 근무했다. 1957년에는 중화인민공화국 정부의 반우파 운동 과정에서 우파 분자로 몰렸고 1958년에는 농촌 하방 조치를 받았다. 1966년에 문화 대혁명이 시작되면서 박해를 받았지만 1979년에 중국 공산당 제11기 중앙위원회 제3회 전체 회의의 결정에 따라 복권 조치를 받았다.
1989년에는 중앙문사연구관장으로 임명되었고 중국인민정치협상회의 제7기·제8기·제9기 위원을 역임했다. 1999년 2월 11일에 베이징시에서 향년 89세를 일기로 사망했다. 주요 작품으로는 단편집 《울타리 아래의 집》, 《밤나무》, 특별집 《인생의 인터뷰》, 장편 소설집 《꿈의 계곡》, 회고록 《지도가 없는 나그네》 등이 있다.